# Spurius Carvilius Maximus Ruga
Spurius Carvilius Maximus Ruga († 211 v. Chr.) entstammte dem römischen plebejischen Geschlecht der Carvilier und war 234 sowie 228 v. Chr. Konsul.

## Leben
Spurius Carvilius Maximus Ruga, dessen Vater das gleiche Pränomen Spurius führte, während sein Großvater den Vornamen Gaius hatte, dürfte für einen Sohn des zweimaligen Konsuls und Zensors Spurius Carvilius Maximus zu jung sein. Er erreichte 234 v. Chr. zum ersten Mal das Konsulat gemeinsam mit Lucius Postumius Albinus. Anfangs führte er den Krieg gegen die Korsen fort und kämpfte dann siegreich gegen die Sarden, über welchen Sieg er einen Triumph abhalten durfte.
235 oder 231 v. Chr. ließ Carvilius sich scheiden, da seine Gattin keine Kinder bekommen hatte. Dies ist der erste bekannte Fall einer Ehescheidung in Rom. 228 v. Chr. wurde er zum zweiten Mal Konsul und erhielt Quintus Fabius Maximus Verrucosus zum Amtskollegen. Dass Letzterer stark gegen einen Gesetzesantrag zur Ackerlandverteilung des Volkstribunen Gaius Flaminius opponiert, Carvilius sich hingegen dabei neutral verhalten habe, dürfte aufgrund eines wohl zeitlich falschen Ansatzes Ciceros nicht zutreffen, da Flaminius dieses Ackergesetz laut dem zuverlässigen griechischen Historiker Polybios vielmehr bereits 232 v. Chr. eingebracht hatte.
Von Carvilius ist erst wieder im dritten Jahr des Zweiten Punischen Krieges die Rede, als er nach der verheerenden Niederlage der Römer gegen Hannibal in der Schlacht von Cannae (216 v. Chr.) die Ansicht vertrat, die gelichteten Reihen der Senatoren durch die Aufnahme von Latinern aufzufüllen, auch um diese enger an Rom zu binden. Aus jedem latinischen Stamm sollten demnach zwei Senatoren gewählt werden. Mit dieser Anregung stieß er aber auf entschiedene Ablehnung. Er war auch Augur. Als sein Todesjahr ist 211 v. Chr. überliefert.